# 樹民
《樹民》是由美國國家圖書獎與普利策奖得主安妮·普露創作的長篇小說，於2016年由斯克里布纳之子公司出版，并由国家地理频道改编为电视剧《咆哮之森》，於2020年5月播出。
這部作品是安妮·普魯時隔十四年重返文壇的代表作，採用史詩式敘述手法，描繪兩個與森林密切相關家族的多代變遷與命運起伏。

## 內容簡介
《樹民》是一部橫跨三個世紀的歷史小說，以森林與人類的關係為核心主題，描繪兩個家族在北美大陸的興衰與命運。故事始於17世紀的新法蘭西地區，隨著時代推進，涵蓋殖民擴張、工業化與現代化進程對自然環境造成的變遷。小說透過多位人物的視角，展現森林如何從一種文化、經濟與精神依靠，逐漸淪為被開發與掠奪的對象。普魯藉此反思人類文明與自然世界的衝突與失衡，並以細膩筆觸呈現自然生態的壯麗與脆弱。

## 中文出版
中文版《樹民》由人民文學出版社於2020年出版，譯者為陳恆（Helen Chen）。